# Tour d'Italie 2016
Le Tour d’Italie 2016 est la 99e édition du Tour d'Italie. Le départ est donné à Apeldoorn le 6 mai 2016 et l’arrivée a lieu le 29 mai 2016 à Turin. C'est l'Italien Vincenzo Nibali qui remporte ce Giro d'Italia après avoir repris le maillot rose à 24 heures de l'arrivée à Turin.

## Présentation

### Parcours

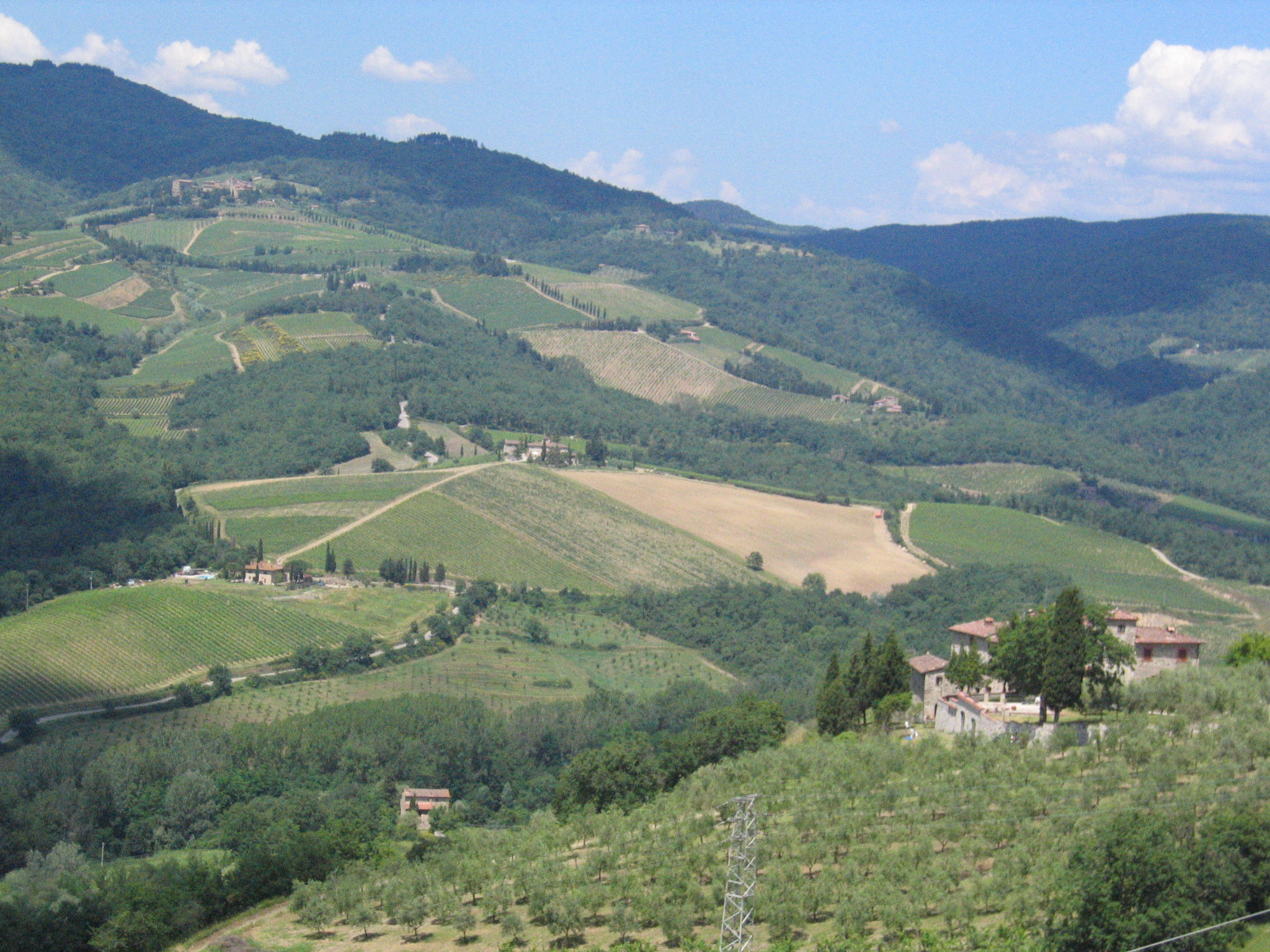
Les vignobles dans la région du Chianti, emplacement du contre-la-montre individuel de 40,4 km lors de la neuvième étape

Les détails sur le départ du Tour d'Italie (Giro) sont dévoilés le 26 juin 2015. Il est confirmé que les Pays-Bas sont pour la troisième fois les hôtes du Grande Partenza (Grand Départ) du Giro, après avoir accueilli les étapes d'ouverture des éditions 2002 et 2010. Les étapes aux Pays-Bas comprennent un contre-la-montre individuel le jour d'ouverture, suivie de deux étapes en ligne favorables aux sprinteurs. Pour permettre un long transfert, un jour de repos est placé après la troisième étape. La neuvième étape, un contre-la-montre individuel de 40,4 km, est dévoilée lors d'une conférence de presse à Londres le 7 septembre 2015, tandis que la treizième étape, sur un parcours montagneux, est confirmé lors d'une conférence de presse le 21 septembre 2015.
Le reste du parcours est dévoilé par le directeur de course, Mauro Vegni, le 5 octobre 2015. Le parcours final contient trois contre-la-montre individuel, les deux chronos annoncées précédemment et un « cronoscalata » (contre-la-montre en côte) supplémentaire sur l'Alpe de Siusi lors de la quinzième étape. Globalement, il y a quatre arrivées au sommet, ainsi que sept étapes favorables aux sprinteurs et sept autres étapes vallonnées et montagneuses. Après le départ aux Pays-Bas, deux autres étapes quittent l'Italie : la 19e étape qui se termine par une arrivée au sommet à Risoul et la 20e étape qui commence à Guillestre visitent la France.
Par rapport à la course de l'année précédente, le parcours est 98,8 km plus court, il contient un jour de repos en plus et deux contre-la-montre individuels supplémentaires. Pour la première fois depuis 2005, il n'y a pas de contre-la-montre par équipes.

### Équipes
L'organisateur RCS Sport a communiqué la liste des quatre équipes invitées le 18 janvier 2016: Bardiani-CSF, Wilier Triestina-Southeast (vainqueur de la Coupe d'Italie), Nippo-Vini Fantini et Gazprom-Rusvelo. L'équipe italienne Androni Giocattoli-Sidermec ne figure pas dans cette sélection.
Vingt-deux équipes participent à ce Tour d'Italie — dix-huit WorldTeams et quatre équipes continentales professionnelles :
| UCI WorldTeams   | UCI WorldTeams | UCI WorldTeams |
| Nom de l'équipe  | Pays           | Code           |
| ---------------- | -------------- | -------------- |
| AG2R La Mondiale | France         | ALM            |
| Astana           | Kazakhstan     | AST            |
| BMC Racing       | États-Unis     | BMC            |
| Cannondale       | États-Unis     | CPT            |
| Dimension Data   | Afrique du Sud | DDD            |
| Etixx-Quick Step | Belgique       | EQS            |
| FDJ              | France         | FDJ            |
| Giant-Alpecin    | Allemagne      | TGA            |
| IAM              | Suisse         | IAM            |
| Katusha          | Russie         | KAT            |
| Lampre-Merida    | Italie         | LAM            |
| Lotto NL-Jumbo   | Pays-Bas       | TLJ            |
| Lotto-Soudal     | Belgique       | LTS            |
| Movistar         | Espagne        | MOV            |
| Orica-GreenEDGE  | Australie      | OGE            |
| Sky              | Royaume-Uni    | SKY            |
| Tinkoff          | Russie         | TNK            |
| Trek-Segafredo   | États-Unis     | TFS            |

| Équipes continentales professionnelles | Équipes continentales professionnelles | Équipes continentales professionnelles |
| Nom de l'équipe                        | Pays                                   | Code                                   |
| -------------------------------------- | -------------------------------------- | -------------------------------------- |
| Bardiani CSF                           | Italie                                 | BAR                                    |
| Gazprom-RusVelo                        | Russie                                 | GAZ                                    |
| Nippo-Vini Fantini                     | Italie                                 | NIP                                    |
| Wilier Triestina-Southeast             | Italie                                 | WIL                                    |

### Favoris

#### Hommage
Le dossard 108 est retiré pour la cinquième année consécutive en hommage au Belge Wouter Weylandt décédé sur les routes du Tour d'Italie 2011 avec ce même dossard,.

#### Pour le classement général
Le grand favori de la course est Vincenzo Nibali. Mikel Landa, Alejandro Valverde, Rigoberto Uran, Rafal Majka et Esteban Chaves font partie des principaux outsiders,,. Ilnur Zakarin, Tom Dumoulin, Domenico Pozzovivo et Jakob Fuglsang (en cas de défaillance de son leader Nibali) sont cités également.

#### Pour le classement par points
Pour le maillot rouge récompensant le vainqueur du classement par points, les favoris sont les sprinteurs.
Le principal sprinteur engagé dans la course est l'Allemand Marcel Kittel (Etixx-Quick Step). Ses principaux concurrents sont les sprinteurs italiens Giacomo Nizzolo (Trek-Segafredo), Elia Viviani (Sky), Sacha Modolo (Lampre-Merida), l'Australien Caleb Ewan (Orica GreenEDGE) et l'Allemand Andre Greipel (Lotto-Soudal). D'autres sprinteurs sont également cités, mais font figure d'outsiders, comme le Français Arnaud Démare (FDJ), les Italiens Nicola Ruffoni (Bardiani CSF), Kristian Sbaragli (Dimension Data), Manuel Belletti (Southeast) et Matteo Pelucchi (IAM), l'Allemand Nikias Arndt (Giant-Alpecin) et le Russe Alexey Tsatevitch (Katusha),,.

#### Pour le classement de la montagne
Le maillot de meilleur grimpeur est souvent gagné par un bon grimpeur qui ne vise pas le classement général. De cette façon, le coureur obtient plus de liberté et peut lancer des attaques de loin, pour collecter les points sur les montées parsemées tout le long du parcours.
L'Italien Giovanni Visconti a remporté le classement de la montagne lors du Tour d'Italie précédent. Il est au départ de l'épreuve pour défendre son titre, même si son rôle principal est d'aider son leader Alejandro Valverde, l'un des favoris du classement général,.
Parmi les principaux prétendants, on retrouve un ancien vainqueur l'Italien Stefano Pirazzi lauréat en 2013, ainsi que son coéquipier Francesco Manuel Bongiorno ou d'autres coureurs réputés bons grimpeurs comme Alessandro De Marchi, Damiano Cunego, Omar Fraile, Amets Txurruka et Tim Wellens.
Les trois principaux favoris pour le classement général Alejandro Valverde (Movistar), Vincenzo Nibali (Astana) et Mikel Landa (Sky) sont des candidats naturels au maillot bleu grâce au nombre important d'arrivées au sommet. D'autres coureurs, qui jouent un bon classement général sont également cités, comme Domenico Pozzovivo (AG2R La Mondiale), Esteban Chaves (Orica-GreenEDGE), Rafal Majka (Tinkoff), Ryder Hesjedal (Trek-Segafredo) et Steven Kruijswijk (LottoNL-Jumbo),.
38 ascensions sont répertoriées pour le classement de la montagne. La Cima Coppi est le col Agnel qui est au programme de la 19e étape. En plus, les coureurs franchissent dix cols de première catégorie, douze de deuxième catégorie, dix de troisième catégorie et cinq de quatrième catégorie.

#### Pour le classement du meilleur jeune
Contrairement aux deux éditions précédentes, il n'y a pas un grand favori pour l'obtention du maillot blanc du classement du meilleur jeune (meilleur coureur de moins de 25 ans au classement général).
Les coureurs les plus cités sont l'Italien Davide Formolo, le Luxembourgeois Bob Jungels, le Colombien Sebastián Henao, ainsi que l'Espagnol Carlos Verona. Les autres prétendants sont l'Américain Joe Dombrowski, l'Érythréen Merhawi Kudus, les Italiens Giulio Ciccone et Simone Petilli, le Biélorusse Ilia Koshevoy et le Belge Tim Wellens,.

## Récit de la course

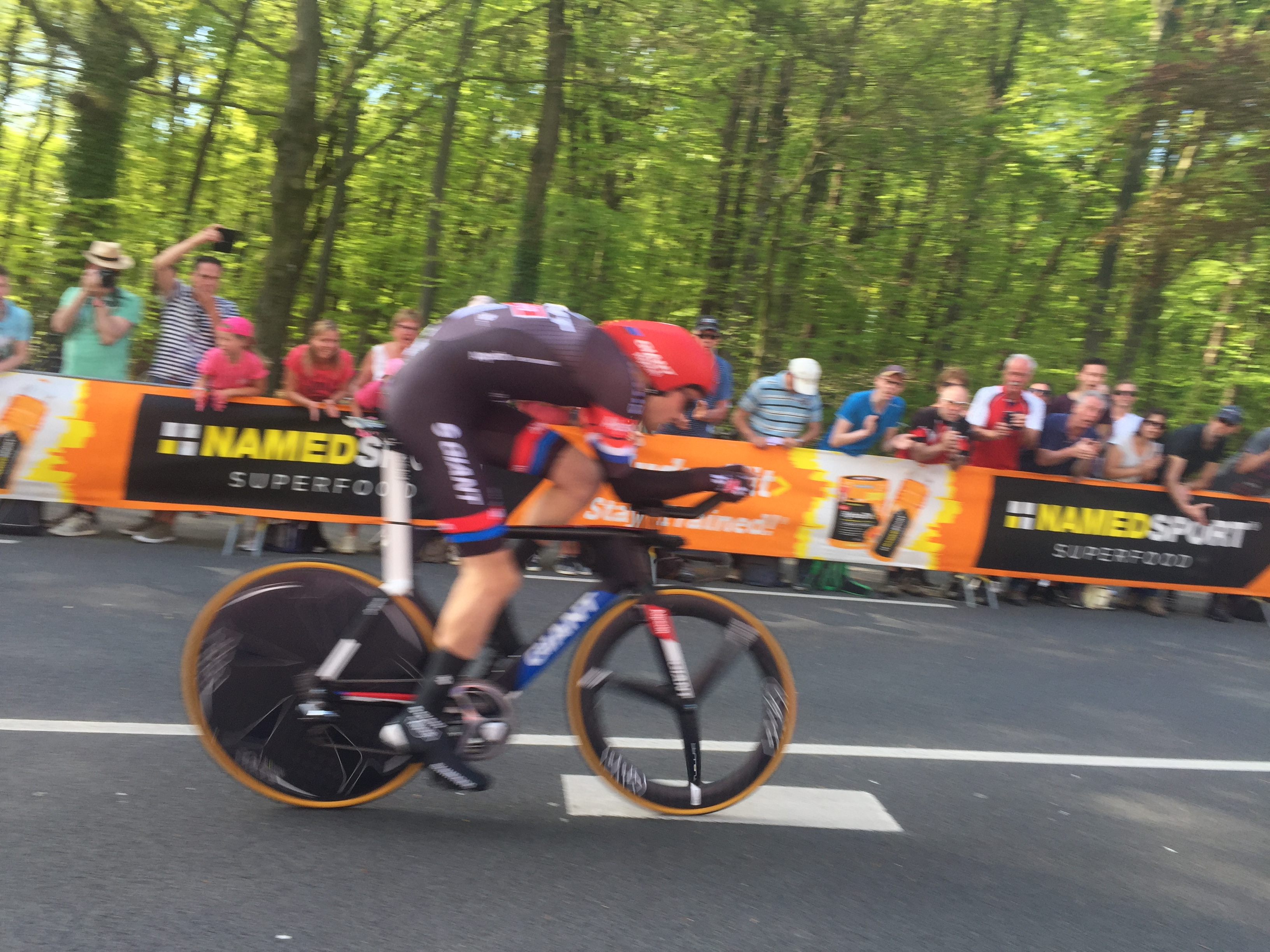
Tour d'Italie 2016.

La course commence avec un contre-la-montre individuel à Apeldoorn, aux Pays-Bas. Le Suisse Fabian Cancellara est annoncé comme le favori, dans le but de devenir le leader du Giro pour la première fois de sa carrière, mais un problème à l'estomac l'oblige à se contenter de la septième place. Au lieu de cela, c'est l'autre favori, le coureur local Tom Dumoulin qui s'impose, dans la même seconde que le deuxième Primož Roglič. Dumoulin devient donc le premier maillot rose de la course. L'Allemand Marcel Kittel s'adjuge au sprint les deux autres étapes disputées aux Pays-Bas et s'empare du maillot rose grâce aux bonifications.
La quatrième étape, la première sur le sol italien, est remportée en solitaire par l'Italien Diego Ulissi, au lendemain du premier jour de repos. Deuxième de l'étape, Tom Dumoulin récupère la première place du classement général. La cinquième étape, disputée sur un parcours plat, est remportée par l'Allemand André Greipel. La sixième étape est considérée comme importante, c'est la première arrivée au sommet du Giro, à Roccaraso. Membre de l'échappée, le Belge Tim Wellens place son attaque décisive à quinze kilomètres de l'arrivée et distance ses compagnons d'échappée au début de l'ascension. Parmi les prétendants au général, Dumoulin gagne environ dix secondes sur ses rivaux, et conserve la tunique rose. Vincenzo Nibali perd quelques secondes, en raison de mauvaises tactiques de l'équipe Astana. Greipel s'adjuge la septième étape, la troisième victoire consécutive pour l'équipe Lotto-Soudal.
La huitième étape met en vedette les chemins en terre et la montée de l'Alpe di Poti. Gianluca Brambilla obtient la victoire à Arezzo. Derrière lui, une bataille entre les favoris du classement général a lieu. Dumoulin est lâché et perd une minute sur les autres favoris. L'avantage obtenu par Brambilla est suffisant pour lui donner le maillot rose, le premier Italien à le porter pendant ce Tour d'Italie. Le contre-la-montre de 40 kilomètres, le Chianti Classico Stage, est remportée par Roglič ; sa première victoire dans une étape de grand tour. L'étape a lieu sous la pluie, et cela a influencé les temps des favoris. Bob Jungels prend la deuxième place derrière Brambilla, mais échoue à prendre le maillot rose pour une seconde. Mikel Landa a aussi progressé dans le classement général, alors que les observateurs estimaient qu'il allait perdre du temps. La 10e étape est la deuxième arrivée au sommet, à Sestola. Remportée par le jeune Italien Giulio Ciccone, l'étape est marquée par l'abandon de Landa après avoir souffert de la fièvre, pendant que Brambilla sacrifie son maillot rose en travaillant pour son coéquipier Jungels. Ce dernier récupère le maillot rose à la fin de la journée. La 11e étape est courue sur un terrain assez plat, avec une côte de quatrième catégorie à la fin du parcours. Dumoulin, souffrant de plaies de selle, quitte le Giro à la zone de ravitaillement, tandis qu'Andrey Amador attaque les favoris à 13 kilomètres de l'arrivée. Il est accompagné par le leader du général, Jungels, tandis que Diego Ulissi les rejoint dans la descente. Le trio travaille ensemble pour maintenir l'écart et Ulissi remporte l'étape au sprint tandis que Jungels accentue son avance. L'étape suivante est remportée une nouvelle fois par Greipel, qui signe sa troisième victoire sur la course. Le coureur allemand - avec quelques sprinteurs - se retire de la course après cette étape.
Les étapes suivantes avant la troisième journée de repos sont censées être cruciales pour le classement général. La 13e étape est remportée par Mikel Nieve alors que Jungels est distancé lors de l'ascension finale. Amador qui a également chuté brièvement lors de la montée avant de revenir dans la descente prend le maillot rose à Jungels qui a perdu 50 secondes, une première pour un coureur costaricien. La 14e étape est l'une des étapes reines de la course, avec six ascensions catégorisées avant la descente vers Corvara. Esteban Chaves s'adjuge l'étape devant le Néerlandais Steven Kruijswijk au sprint, qui s'empare du maillot rose. Nibali lance l'attaque lors de la montée finale vers Valparola, attaquant à 27 kilomètres de l'arrivée. Son attaque distance Amador et Alejandro Valverde, qui ont tous les deux perdu trois minutes. Kruijswijk attaque près du sommet, avec Chaves, tandis que Nibali est lâché et perd 37 secondes. La 15e étape est le troisième contre-la-montre individuel de la course, avec la montée de l'Alpe de Siusi. Alexander Foliforov surprend les favoris du classement général pour remporter le contre-la-montre en côte, battant de justesse Kruijswijk d'environ un centième de seconde. Kruijswijk augmente son avance à plus de deux minutes sur le deuxième Chaves, tandis que Nibali subit un problème mécanique lors de la montée, perdant plus de deux minutes en onze kilomètres. La 16e étape est courte. Elle est gagnée par Valverde, qui devance Kruijswijk sur la ligne. Kruijswijk augmente son avance au classement général à trois minutes car Chaves perd 42 secondes, tandis que Nibali craque dans la dernière montée. Il perd près de deux minutes pour tomber à la quatrième place, à près de cinq minutes du leader. L'étape suivante est plate. L'Allemand Roger Kluge s'impose après avoir surpris les sprinteurs restants avec une attaque dans le dernier kilomètre. La victoire intervient deux jours après que son équipe a annoncé son arrêt à la fin de la saison.
La 18e étape est disputée sur un parcours de moyenne montagne, avec l’ascension d'une côte de deuxième catégorie à Pramartino et l'ascension du col hors catégorie de San Maurizio. Matteo Trentin remporte la course au sein d'une échappée alors que les prétendants au général terminent à environ 14 minutes. La 19e étape est la première à franchir les hautes montagnes, avec la Cima Coppi, le col Agnel, et l'arrivée au sommet à Risoul en France. Michele Scarponi passe en tête la Cima Coppi tandis que Valverde, Ilnur Zakarin et Rafal Majka sont lâchés. Dans la descente, le maillot rose Kruijswijk et Zakarin chutent lourdement. Zakarin subit une fracture de la clavicule et se casse l'omoplate gauche, ce qui le force à se retirer de la course. La journée est marquée par le retour au premier plan de Nibali, qui remporte l'étape après avoir distancé Chaves dans la montée vers Risoul. Pendant ce temps, Kruijswijk franchit la ligne près de cinq minutes après Nibali et plus de quatre minutes derrière Chaves. Chaves s'empare du maillot rose avec 44 secondes d'avance sur Nibali. Kruijswijk, pour qui est diagnostiqué une côte fracturée, passe à la troisième place à une minute et cinq secondes de Chaves. La 20e étape est la dernière étape décisive pour le classement général, avec trois cols de première catégorie à grimper, ainsi que la côte de troisième catégorie vers l'arrivée au Sanctuaire Sainte Anne de Vinadio. La course est remportée par l'Estonien Rein Taaramäe, alors que Nibali parvient à lâcher Chaves pour récupérer le maillot rose.
La dernière étape est remportée au sprint par l'Allemand Nikias Arndt, après le déclassement de Giacomo Nizzolo. Nibali remporte son deuxième Tour d'Italie, après l'édition 2013. Pour la première fois de l'histoire, un seul coureur italien est présent dans le Top 10.

## Étapes
| Étape     | Date   | Villes étapes                       | type                        | Distance (km) | Vainqueur d'étape   | Leader du classement général |
| --------- | ------ | ----------------------------------- | --------------------------- | ------------- | ------------------- | ---------------------------- |
| 1re étape | 6 mai  | Apeldoorn – Apeldoorn               | contre-la-montre individuel | 9,8           | Tom Dumoulin        | Tom Dumoulin                 |
| 2e étape  | 7 mai  | Arnhem – Nimègue                    | étape de plaine             | 190           | Marcel Kittel       | Tom Dumoulin                 |
| 3e étape  | 8 mai  | Nimègue – Arnhem                    | étape de plaine             | 190           | Marcel Kittel       | Marcel Kittel                |
| 4e étape  | 10 mai | Catanzaro – Praia a Mare            | étape de moyenne montagne   | 200           | Diego Ulissi        | Tom Dumoulin                 |
| 5e étape  | 11 mai | Praia a Mare – Bénévent             | étape vallonnée             | 233           | André Greipel       | Tom Dumoulin                 |
| 6e étape  | 12 mai | Ponte – Roccaraso                   | étape de moyenne montagne   | 157           | Tim Wellens         | Tom Dumoulin                 |
| 7e étape  | 13 mai | Sulmona – Foligno                   | étape de plaine             | 211           | André Greipel       | Tom Dumoulin                 |
| 8e étape  | 14 mai | Foligno – Arezzo                    | étape de moyenne montagne   | 186           | Gianluca Brambilla  | Gianluca Brambilla           |
| 9e étape  | 15 mai | Radda in Chianti – Greve in Chianti | contre-la-montre individuel | 40,5          | Primož Roglič       | Gianluca Brambilla           |
| 10e étape | 17 mai | Campi Bisenzio – Sestola            | étape de moyenne montagne   | 219           | Giulio Ciccone      | Bob Jungels                  |
| 11e étape | 18 mai | Modène – Asolo                      | étape vallonnée             | 227           | Diego Ulissi        | Bob Jungels                  |
| 12e étape | 19 mai | Noale – Bibione                     | étape de plaine             | 182           | André Greipel       | Bob Jungels                  |
| 13e étape | 20 mai | Palmanova – Cividale del Friuli     | étape de moyenne montagne   | 170           | Mikel Nieve         | Andrey Amador                |
| 14e étape | 21 mai | Farra d'Alpago – Corvara in Badia   | étape de montagne           | 210           | Esteban Chaves      | Steven Kruijswijk            |
| 15e étape | 22 mai | Castelrotto – Alpe de Siusi         | contre-la-montre en côte    | 10,8          | Alexander Foliforov | Steven Kruijswijk            |
| 16e étape | 24 mai | Bressanone – Andalo                 | étape de montagne           | 132           | Alejandro Valverde  | Steven Kruijswijk            |
| 17e étape | 25 mai | Molveno – Cassano d'Adda            | étape de plaine             | 196           | Roger Kluge         | Steven Kruijswijk            |
| 18e étape | 26 mai | Muggiò – Pignerol                   | étape de moyenne montagne   | 244           | Matteo Trentin      | Steven Kruijswijk            |
| 19e étape | 27 mai | Pignerol – Risoul                   | étape de montagne           | 162           | Vincenzo Nibali     | Esteban Chaves               |
| 20e étape | 28 mai | Guillestre – Vinadio                | étape de montagne           | 134           | Rein Taaramäe       | Vincenzo Nibali              |
| 21e étape | 29 mai | Coni – Turin                        | étape de plaine             | 163           | Nikias Arndt        | Vincenzo Nibali              |

## Classements finals

### Classement général
| Classement général | Classement général | Classement général | Classement général | Classement général  |
|                    | Coureur            | Pays               | Équipe             | Temps               |
| ------------------ | ------------------ | ------------------ | ------------------ | ------------------- |
| 1er                | Vincenzo Nibali    | Italie             | Astana             | en 86 h 32 min 49 s |
| 2e                 | Esteban Chaves     | Colombie           | Orica-GreenEDGE    | + 52 s              |
| 3e                 | Alejandro Valverde | Espagne            | Movistar           | + 1 min 17 s        |
| 4e                 | Steven Kruijswijk  | Pays-Bas           | Lotto NL-Jumbo     | + 1 min 50 s        |
| 5e                 | Rafal Majka        | Pologne            | Tinkoff            | + 4 min 37 s        |
| 6e                 | Bob Jungels        | Luxembourg         | Etixx-Quick Step   | + 8 min 31 s        |
| 7e                 | Rigoberto Uran     | Colombie           | Cannondale         | + 11 min 47 s       |
| 8e                 | Andrey Amador      | Costa Rica         | Movistar           | + 13 min 21 s       |
| 9e                 | Darwin Atapuma     | Colombie           | BMC Racing         | + 14 min 9 s        |
| 10e                | Kanstantin Siutsou | Biélorussie        | Dimension Data     | + 16 min 20 s       |
| 11e                | Hubert Dupont      | France             | AG2R La Mondiale   | + 24 min 33 s       |
| 12e                | Jakob Fuglsang     | Danemark           | Astana             | + 24 min 59 s       |
| 13e                | Giovanni Visconti  | Italie             | Movistar           | + 31 min 38 s       |
| 14e                | André Cardoso      | Portugal           | Cannondale         | + 34 min 12 s       |
| 15e                | Maxime Monfort     | Belgique           | Lotto-Soudal       | + 34 min 34 s       |
| 16e                | Michele Scarponi   | Italie             | Astana             | + 38 min 9 s        |
| 17e                | Sebastián Henao    | Colombie           | Sky                | + 38 min 9 s        |
| 18e                | Stefano Pirazzi    | Italie             | Bardiani CSF       | + 41 min 0 s        |
| 19e                | Matteo Montaguti   | Italie             | AG2R La Mondiale   | + 43 min 49 s       |
| 20e                | Domenico Pozzovivo | Italie             | AG2R La Mondiale   | + 51 min 49 s       |
| 21e                | Diego Ulissi       | Italie             | Lampre-Merida      | + 56 min 59 s       |
| 22e                | Gianluca Brambilla | Italie             | Etixx-Quick Step   | + 57 min 8 s        |
| 23e                | Tanel Kangert      | Estonie            | Astana             | + 59 min 30 s       |
| 24e                | Nicolas Roche      | Irlande            | Sky                | + 1 h 1 min 44 s    |
| 25e                | Mikel Nieve        | Espagne            | Sky                | + 1 h 5 min 22 s    |
| modifier           |                    |                    |                    |                     |

### Classements annexes
| Classement par points | Classement par points | Classement par points | Classement par points | Classement par points |
| --------------------- | --------------------- | --------------------- | --------------------- | --------------------- |
|                       | Coureur               | Pays                  | Équipe                | Point(s)              |
| 1er                   | Giacomo Nizzolo       | Italie                | Trek-Segafredo        | 209 points            |
| 2e                    | Matteo Trentin        | Italie                | Etixx-Quick Step      | 184 pts               |
| 3e                    | Sacha Modolo          | Italie                | Lampre-Merida         | 163 pts               |
| 4e                    | Diego Ulissi          | Italie                | Lampre-Merida         | 156 pts               |
| 5e                    | Daniel Oss            | Italie                | BMC Racing            | 133 pts               |
| 6e                    | Maarten Tjallingii    | Pays-Bas              | Lotto NL-Jumbo        | 103 pts               |
| 7e                    | Alejandro Valverde    | Espagne               | Movistar              | 92 pts                |
| 8e                    | Nikias Arndt          | Allemagne             | Giant-Alpecin         | 88 pts                |
| 9e                    | Alexander Porsev      | Russie                | Katusha               | 80 pts                |
| 10e                   | Steven Kruijswijk     | Pays-Bas              | Lotto NL-Jumbo        | 76 pts                |
| modifier              |                       |                       |                       |                       |

| Classement du meilleur grimpeur | Classement du meilleur grimpeur | Classement du meilleur grimpeur | Classement du meilleur grimpeur | Classement du meilleur grimpeur |
| ------------------------------- | ------------------------------- | ------------------------------- | ------------------------------- | ------------------------------- |
|                                 | Coureur                         | Pays                            | Équipe                          | Point(s)                        |
| 1er                             | Mikel Nieve                     | Espagne                         | Sky                             | 152 points                      |
| 2e                              | Damiano Cunego                  | Italie                          | Nippo-Vini Fantini              | 134 pts                         |
| 3e                              | Darwin Atapuma                  | Colombie                        | BMC Racing                      | 118 pts                         |
| 4e                              | Stefan Denifl                   | Autriche                        | IAM                             | 109 pts                         |
| 5e                              | Giovanni Visconti               | Italie                          | Movistar                        | 77 pts                          |
| 6e                              | Alexander Foliforov             | Russie                          | Gazprom-RusVelo                 | 66 pts                          |
| 7e                              | Rein Taaramäe                   | Estonie                         | Katusha                         | 62 pts                          |
| 8e                              | David López García              | Espagne                         | Sky                             | 54 pts                          |
| 9e                              | Michele Scarponi                | Italie                          | Astana                          | 51 pts                          |
| 10e                             | Steven Kruijswijk               | Pays-Bas                        | Lotto NL-Jumbo                  | 42 pts                          |
| modifier                        |                                 |                                 |                                 |                                 |

| Classement du meilleur jeune | Classement du meilleur jeune | Classement du meilleur jeune | Classement du meilleur jeune | Classement du meilleur jeune |
|                              | Coureur                      | Pays                         | Équipe                       | Temps                        |
| ---------------------------- | ---------------------------- | ---------------------------- | ---------------------------- | ---------------------------- |
| 1er                          | Bob Jungels                  | Luxembourg                   | Etixx-Quick Step             | en 86 h 41 min 20 s          |
| 2e                           | Sebastián Henao              | Colombie                     | Sky                          | + 29 min 38 s                |
| 3e                           | Valerio Conti                | Italie                       | Lampre-Merida                | + 1 h 10 min 7 s             |
| 4e                           | Davide Formolo               | Italie                       | Cannondale                   | + 1 h 18 min 48 s            |
| 5e                           | Joe Dombrowski               | États-Unis                   | Cannondale                   | + 1 h 24 min 25 s            |
| 6e                           | Merhawi Kudus                | Érythrée                     | Dimension Data               | + 1 h 46 min 3 s             |
| 7e                           | Carlos Verona                | Espagne                      | Etixx-Quick Step             | + 1 h 57 min 26 s            |
| 8e                           | Alexander Foliforov          | Russie                       | Gazprom-RusVelo              | + 1 h 58 min 6 s             |
| 9e                           | Nathan Brown                 | États-Unis                   | Cannondale                   | + 2 h 6 min 47 s             |
| 10e                          | Tobias Ludvigsson            | Suède                        | Giant-Alpecin                | + 2 h 12 min 42 s            |
| modifier                     |                              |                              |                              |                              |

| Classement par équipes aux temps | Classement par équipes aux temps | Classement par équipes aux temps | Classement par équipes aux temps |
|                                  | Équipe                           | Pays                             | Temps                            |
| -------------------------------- | -------------------------------- | -------------------------------- | -------------------------------- |
| 1re                              | Astana                           | Kazakhstan                       | en 260 h 2 min 35 s              |
| 2e                               | Cannondale                       | États-Unis                       | + 6 min 57 s                     |
| 3e                               | Movistar                         | Espagne                          | + 21 min 0 s                     |
| 4e                               | AG2R La Mondiale                 | France                           | + 53 min 52 s                    |
| 5e                               | Sky                              | Royaume-Uni                      | + 1 h 4 min 21 s                 |
| 6e                               | Etixx-Quick Step                 | Belgique                         | + 1 h 37 min 53 s                |
| 7e                               | Tinkoff                          | Russie                           | + 1 h 40 min 44 s                |
| 8e                               | Katusha                          | Russie                           | + 2 h 6 min 36 s                 |
| 9e                               | Dimension Data                   | Afrique du Sud                   | + 2 h 53 min 26 s                |
| 10e                              | Lampre-Merida                    | Italie                           | + 3 h 15 min 0 s                 |
| modifier                         |                                  |                                  |                                  |

| \| Classement par équipes aux points \| Classement par équipes aux points \| Classement par équipes aux points \| Classement par équipes aux points \| Classement par équipes aux points \| \| \| Équipes \| Pays \| \| Point(s) \| \| --------------------------------- \| --------------------------------- \| --------------------------------- \| --------------------------------- \| --------------------------------- \| \| Vainqueur \| Etixx-Quick Step \| Belgique \| \| 506 \| \| 2e \| Lotto NL-Jumbo \| Pays-Bas \| \| 397 \| \| 3e \| Lampre-Merida \| Italie \| \| 361 \| \| 4e \| Movistar \| Espagne \| \| 339 \| \| 5e \| Lotto-Soudal \| Belgique \| \| 303 \| \| 6e \| Katusha \| Russie \| \| 293 \| \| 7e \| Giant-Alpecin \| Allemagne \| \| 280 \| \| 8e \| BMC Racing \| États-Unis \| \| 232 \| \| 9e \| Orica-GreenEDGE \| Australie \| \| 220 \| \| 10e \| Trek-Segafredo \| États-Unis \| \| 216 \| \| modifier \| \| \| \| \| | - Classement des sprints intermédiaires : Daniel Oss - Classement de la combativité : Matteo Trentin - Classement Azzurri d'Italia : ? - Classement Fuga Pinarello : Daniel Oss - Classement énergie : ? - Prix du Fair-Play : Lotto NL-Jumbo - Cima Coppi : Michele Scarponi |            |  |          |
| Classement par équipes aux points | |            |  |          |
| | Équipes | Pays       |  | Point(s) |
| Vainqueur | Etixx-Quick Step | Belgique   |  | 506      |
| 2e | Lotto NL-Jumbo | Pays-Bas   |  | 397      |
| 3e | Lampre-Merida | Italie     |  | 361      |
| 4e | Movistar | Espagne    |  | 339      |
| 5e | Lotto-Soudal | Belgique   |  | 303      |
| 6e | Katusha | Russie     |  | 293      |
| 7e | Giant-Alpecin | Allemagne  |  | 280      |
| 8e | BMC Racing | États-Unis |  | 232      |
| 9e | Orica-GreenEDGE | Australie  |  | 220      |
| 10e | Trek-Segafredo | États-Unis |  | 216      |
| modifier | |            |  |          |

## UCI World Tour
Ce Tour d'Italie attribue des points pour l'UCI World Tour 2016, par équipes uniquement aux équipes ayant un label WorldTeam, individuellement uniquement aux coureurs des équipes ayant un label WorldTeam.
| Position           | 1er | 2e  | 3e  | 4e | 5e | 6e | 7e | 8e | 9e | 10e | 11e | 12e | 13e | 14e | 15e | 16e | 17e | 18e | 19e | 20e |
| Classement général | 170 | 130 | 100 | 90 | 80 | 70 | 60 | 52 | 44 | 38  | 32  | 26  | 22  | 18  | 14  | 10  | 8   | 6   | 4   | 2   |
| Par étape          | 16  | 8   | 4   | 2  | 1  |    |    |    |    |     |     |     |     |     |     |     |     |     |     |     |

| #  | Coureur            | Équipe           | Points |
| -- | ------------------ | ---------------- | ------ |
| 1  | Vincenzo Nibali    | Astana           | 191    |
| 2  | Esteban Chaves     | Orica-GreenEDGE  | 150    |
| 3  | Alejandro Valverde | Movistar         | 124    |
| 4  | Steven Kruijswijk  | Lotto NL-Jumbo   | 118    |
| 5  | Rafał Majka        | Tinkoff          | 82     |
| 6  | Bob Jungels        | Etixx-Quick Step | 77     |
| 7  | Andrey Amador      | Movistar         | 64     |
| 8  | Rigoberto Uran     | Cannondale       | 60     |
| 9  | Darwin Atapuma     | BMC Racing       | 58     |
| 10 | André Greipel      | Lotto-Soudal     | 50     |

| Suite du classement (11-50) | Suite du classement (11-50) | Suite du classement (11-50) | Suite du classement (11-50) |
| --------------------------- | --------------------------- | --------------------------- | --------------------------- |
| #                           | Coureur                     | Équipe                      | Points                      |
| 11                          | Kanstantsin Siutsou         | Dimension Data              | 39                          |
| 12                          | Diego Ulissi                | Lampre-Merida               | 36                          |
| 13                          | Jakob Fuglsang              | Astana                      | 34                          |
| 14                          | Marcel Kittel               | Etixx-Quick Step            | 33                          |
| 15                          | Hubert Dupont               | AG2R La Mondiale            | 32                          |
| 16                          | Giovanni Visconti           | Movistar                    | 30                          |
| 17                          | Tom Dumoulin                | Giant-Alpecin               | 26                          |
| -                           | Giacomo Nizzolo             | Trek-Segafredo              | 26                          |
| 19                          | Mikel Nieve                 | Sky                         | 26                          |
| 20                          | Matteo Trentin              | Etixx-Quick Step            | 25                          |
| 21                          | Primož Roglič               | Lotto NL-Jumbo              | 24                          |
| 22                          | Gianluca Brambilla          | Etixx-Quick Step            | 21                          |
| -                           | Nikias Arndt                | Giant-Alpecin               | 21                          |
| 24                          | Sacha Modolo                | Lampre-Merida               | 18                          |
| -                           | André Cardoso               | Cannondale                  | 18                          |
| 26                          | Arnaud Démare               | FDJ                         | 16                          |
| -                           | Tim Wellens                 | Lotto-Soudal                | 16                          |
| -                           | Roger Kluge                 | IAM                         | 16                          |
| -                           | Rein Taaramäe               | Katusha                     | 16                          |
| 30                          | Maxime Monfort              | Lotto-Soudal                | 14                          |
| 31                          | Moreno Moser                | Cannondale                  | 12                          |
| -                           | Matteo Montaguti            | AG2R La Mondiale            | 12                          |
| 33                          | Michele Scarponi            | Astana                      | 11                          |
| 34                          | Caleb Ewan                  | Orica-GreenEDGE             | 10                          |
| 35                          | Elia Viviani                | Sky                         | 8                           |
| -                           | Matthias Brändle            | IAM                         | 8                           |
| -                           | Ivan Rovny                  | Tinkoff                     | 8                           |
| -                           | Ilnur Zakarin               | Katusha                     | 8                           |
| -                           | Sebastián Henao             | Sky                         | 8                           |
| 40                          | Vegard Stake Laengen        | IAM                         | 4                           |
| -                           | Georg Preidler              | Giant-Alpecin               | 4                           |
| -                           | Joe Dombrowski              | Cannondale                  | 4                           |
| -                           | Alexander Porsev            | Katusha                     | 4                           |
| 44                          | Moreno Hofland              | Lotto NL-Jumbo              | 3                           |
| 45                          | Tobias Ludvigsson           | Giant-Alpecin               | 2                           |
| -                           | Jacobus Venter              | Dimension Data              | 2                           |
| -                           | Fabian Cancellara           | Trek-Segafredo              | 2                           |
| -                           | Nathan Brown                | Cannondale                  | 2                           |
| -                           | Domenico Pozzovivo          | AG2R La Mondiale            | 2                           |
| 50                          | Enrico Battaglin            | Lotto NL-Jumbo              | 1                           |
| -                           | Alessandro De Marchi        | BMC Racing                  | 1                           |
| -                           | Anton Vorobyev              | Katusha                     | 1                           |
| -                           | Sean De Bie                 | Lotto-Soudal                | 1                           |

### Classement individuel
Ci-dessous, le classement individuel de l'UCI World Tour à l'issue de la course.
| Rang | Coureur            | Équipe         | Points |
| ---- | ------------------ | -------------- | ------ |
| 1    | Peter Sagan        | Tinkoff        | 329    |
| 2    | Nairo Quintana     | Movistar       | 285    |
| 3    | Alberto Contador   | Tinkoff        | 280    |
| 4    | Vincenzo Nibali    | Astana         | 231    |
| 5    | Richie Porte       | BMC Racing     | 222    |
| 6    | Ilnur Zakarin      | Katusha        | 219    |
| 7    | Alejandro Valverde | Movistar       | 205    |
| 8    | Sergio Henao       | Sky            | 204    |
| 9    | Sep Vanmarcke      | Lotto NL-Jumbo | 201    |
| 10   | Thibaut Pinot      | FDJ            | 200    |

### Classement par pays
Ci-dessous, le classement par pays de l'UCI World Tour à l'issue de la course.
| Rang | Pays        | Points |
| ---- | ----------- | ------ |
| 1    | Espagne     | 817    |
| 2    | Colombie    | 762    |
| 3    | Australie   | 579    |
| 4    | Belgique    | 557    |
| 5    | France      | 535    |
| 6    | Pays-Bas    | 423    |
| 7    | Italie      | 399    |
| 8    | Royaume-Uni | 398    |
| 9    | Suisse      | 361    |
| 10   | Slovaquie   | 329    |

### Classement par équipes
Ci-dessous, le classement par équipes de l'UCI World Tour à l'issue de la course.
| Rang | Équipe           | Points |
| ---- | ---------------- | ------ |
| 1    | Tinkoff          | 819    |
| 2    | Movistar         | 730    |
| 3    | Sky              | 680    |
| 4    | BMC Racing       | 628    |
| 5    | Orica-GreenEDGE  | 517    |
| 6    | Katusha          | 496    |
| 7    | Etixx-Quick Step | 494    |
| 8    | FDJ              | 428    |
| 9    | Lotto NL-Jumbo   | 361    |
| 10   | Astana           | 308    |

## Évolution des classements
Le classement général, dont le leader porte le maillot rose, s'établit en additionnant les temps réalisés à chaque étape, puis en ôtant d'éventuelles bonifications (10, 6 et 4 s à l'arrivée des étapes en ligne et 3, 2 et 1 s à chaque sprint intermédiaire). En cas d'égalité, les critères de départage, dans l'ordre, sont : centièmes de seconde enregistrés lors des contre-la-montre, addition des places obtenues lors de chaque étape, place obtenue lors de la dernière étape. Ce classement est considéré comme le plus important de la course et le gagnant est le vainqueur du Giro.
Le leader du classement par points porte le maillot rouge. Pour la deuxième année consécutive, la répartition des points est différente selon le type d'étape. Ainsi, le classement par points est établi en fonction du barème suivant :
- Pour les arrivées des étapes dites « sans difficultés » ou de « basse difficulté » : 50 points, 35, 25, 18, 14, 12, 10, 8, 7, 6, 5, 4, 3, 2, 1 point pour les 15 premiers coureurs classés
- Pour les arrivées des étapes dites de « moyenne montagne » : 25 points, 18, 12, 8, 6, 5, 4, 3, 2, 1 point pour les 10 premiers coureurs classés
- Pour les arrivées des étapes dites de « haute montagne », les « contre-la-montre individuels » : 15 points, 12, 9, 7, 6, 5, 4, 3, 2 et 1 point pour les 10 premiers coureurs classés
- Pour les sprints intermédiaires des étapes de « sans difficultés » ou de « basse difficulté » : 20 points, 12, 8, 6, 4, 3, 2 et 1 point pour les 8 premiers coureurs classés
- Pour les sprints intermédiaires des étapes de « moyenne difficulté » : 10 points, 6, 3, 2 et 1 point pour les 5 premiers coureurs classés
- Pour les sprints intermédiaires des étapes de « haute montagne » : 8 points, 4 et 1 point pour les 3 premiers coureurs classés.

En cas d'égalité de points, les critères de départage, dans l'ordre, sont : nombre de victoires d'étape, nombre de sprints intermédiaires, classement général.
Le classement de la montagne, dont le leader porte le maillot bleu, change dans la répartition des points. Le nombre de catégories reste le même. Ainsi, le classement par points est établi en fonction du barème suivant : 
- Pour l'ascension dite Cima Coppi : 45, 30, 20, 14, 10, 6, 4, 2 et 1 point pour les 9 premiers coureurs classés
- Pour les ascensions de 1re catégorie : 35, 18, 12, 9, 6, 4, 2 et 1 point pour les 8 premiers coureurs classés
- Pour les ascensions de 2e catégorie : 15, 8, 6, 4, 2 et 1 point pour les 6 premiers coureurs classés
- Pour les ascensions de 3e catégorie : 7, 4, 2 et 1 point pour les 4 premiers coureurs classés
- Pour les ascensions de 4e catégorie : 3, 2 et 1 point pour les 3 premiers coureurs classés.

En cas d'égalité de points, les critères de départage, dans l'ordre, sont : nombre de premières places dans la Cima Coppi, les ascensions de 1re, de 2e, de 3e, puis de 4e catégorie, classement général.
Le classement du meilleur jeune, dont le leader porte le maillot blanc, est le classement général des coureurs nés depuis le 1er janvier 1991.
Il existe également deux classements pour les équipes.
Le premier est le Trofeo Fast Team (classement par équipe au temps). Le classement par équipes de l'étape est l'addition des trois meilleurs temps individuels de chaque équipe, sauf lors du contre-la-montre par équipes, où l'on prend le temps de l'équipe. En cas d'égalité, les critères de départage, dans l'ordre, sont : addition des places des 3 premiers coureurs des équipes concernées, place du meilleur coureur sur l'étape. Calculer le classement par équipes revient à additionner les classements par équipes de chaque étape. En cas d'égalité, les critères de départage, dans l'ordre, sont : nombre de premières places dans le classement par équipes du jour, nombre de deuxièmes places dans le classement par équipes du jour, etc., place au classement général du meilleur coureur des équipes concernées.
Le second est le classement Trofeo Super Team (classement par équipe par points). Après chaque étape, 
- L'équipe du premier marque 50 points, l'équipe du deuxième 35 points, 25, 18, 14, 12, 10, 8 et ainsi de suite jusqu'à l'équipe du quinzième qui marque 1 point, les points des différents coureurs d'une même équipe se cumulant.
- En plus des points distribués à l'arrivée, des points sont distribués aux sprints intermédiaires, (8, 5, 3, 2 et 1 point pour les étapes « sans difficultés » ou de « basse difficulté »), (8, 5 et 3 points pour les étapes de « moyenne difficulté »).

| Étape              | Vainqueur           | Classement général | Classement par points | Classement de la montagne | Classement du meilleur jeune | Classement par équipes aux temps | Classement par équipes aux points |
| ------------------ | ------------------- | ------------------ | --------------------- | ------------------------- | ---------------------------- | -------------------------------- | --------------------------------- |
| 1                  | Tom Dumoulin        | Tom Dumoulin       | Tom Dumoulin          | Non attribué              | Tobias Ludvigsson            | Giant-Alpecin                    | Giant-Alpecin                     |
| 2                  | Marcel Kittel       | Tom Dumoulin       | Marcel Kittel         | Omar Fraile               | Tobias Ludvigsson            | Giant-Alpecin                    | Giant-Alpecin                     |
| 3                  | Marcel Kittel       | Marcel Kittel      | Marcel Kittel         | Maarten Tjallingii        | Tobias Ludvigsson            | Giant-Alpecin                    | Etixx-Quick Step                  |
| 4                  | Diego Ulissi        | Tom Dumoulin       | Marcel Kittel         | Damiano Cunego            | Bob Jungels                  | Astana                           | Etixx-Quick Step                  |
| 5                  | André Greipel       | Tom Dumoulin       | Marcel Kittel         | Damiano Cunego            | Bob Jungels                  | Astana                           | Etixx-Quick Step                  |
| 6                  | Tim Wellens         | Tom Dumoulin       | Marcel Kittel         | Damiano Cunego            | Bob Jungels                  | Astana                           | Etixx-Quick Step                  |
| 7                  | André Greipel       | Tom Dumoulin       | André Greipel         | Tim Wellens               | Bob Jungels                  | Astana                           | Lotto-Soudal                      |
| 8                  | Gianluca Brambilla  | Gianluca Brambilla | André Greipel         | Tim Wellens               | Bob Jungels                  | Etixx-Quick Step                 | Etixx-Quick Step                  |
| 9                  | Primož Roglič       | Gianluca Brambilla | André Greipel         | Tim Wellens               | Bob Jungels                  | Etixx-Quick Step                 | Etixx-Quick Step                  |
| 10                 | Giulio Ciccone      | Bob Jungels        | André Greipel         | Damiano Cunego            | Bob Jungels                  | Movistar                         | Etixx-Quick Step                  |
| 11                 | Diego Ulissi        | Bob Jungels        | André Greipel         | Damiano Cunego            | Bob Jungels                  | Movistar                         | Etixx-Quick Step                  |
| 12                 | André Greipel       | Bob Jungels        | André Greipel         | Damiano Cunego            | Bob Jungels                  | Movistar                         | Etixx-Quick Step                  |
| 13                 | Mikel Nieve         | Andrey Amador      | Giacomo Nizzolo       | Damiano Cunego            | Bob Jungels                  | Movistar                         | Etixx-Quick Step                  |
| 14                 | Esteban Chaves      | Steven Kruijswijk  | Giacomo Nizzolo       | Damiano Cunego            | Bob Jungels                  | Astana                           | Etixx-Quick Step                  |
| 15                 | Alexander Foliforov | Steven Kruijswijk  | Giacomo Nizzolo       | Damiano Cunego            | Bob Jungels                  | Astana                           | Lotto NL-Jumbo                    |
| 16                 | Alejandro Valverde  | Steven Kruijswijk  | Giacomo Nizzolo       | Damiano Cunego            | Bob Jungels                  | Astana                           | Lotto NL-Jumbo                    |
| 17                 | Roger Kluge         | Steven Kruijswijk  | Giacomo Nizzolo       | Damiano Cunego            | Bob Jungels                  | Astana                           | Lotto NL-Jumbo                    |
| 18                 | Matteo Trentin      | Steven Kruijswijk  | Giacomo Nizzolo       | Damiano Cunego            | Bob Jungels                  | Astana                           | Etixx-Quick Step                  |
| 19                 | Vincenzo Nibali     | Esteban Chaves     | Giacomo Nizzolo       | Damiano Cunego            | Bob Jungels                  | Astana                           | Etixx-Quick Step                  |
| 20                 | Rein Taaramäe       | Vincenzo Nibali    | Giacomo Nizzolo       | Mikel Nieve               | Bob Jungels                  | Astana                           | Etixx-Quick Step                  |
| 21                 | Nikias Arndt        | Vincenzo Nibali    | Giacomo Nizzolo       | Mikel Nieve               | Bob Jungels                  | Astana                           | Etixx-Quick Step                  |
| Classements finals | Classements finals  | Vincenzo Nibali    | Giacomo Nizzolo       | Mikel Nieve               | Bob Jungels                  | Astana                           | Etixx-Quick Step                  |

## Liste des participants
- Liste de départ complète

| Légende                             | Légende                                                                                                  | Légende                                | Légende                                                                                         |
| ----------------------------------- | --- | -------------------------------------- | ----------------------------------------------------------------------------------------------- |
| Num                                 | Dossard de départ porté par le coureur sur ce Tour d'Italie                                              | Pos                                    | Position finale au classement général                                                           |
| Leader du classement général        | Indique le vainqueur du classement général                                                               | Leader du classement par points        | Indique le vainqueur du classement par points                                                   |
| Leader du classement de la montagne | Indique le vainqueur du classement de la montagne                                                        | Leader du classement du meilleur jeune | Indique le vainqueur du classement du meilleur jeune                                            |
|                                     | Indique un maillot de champion national ou mondial, suivi de sa spécialité                               | #                                      | Indique la meilleure équipe aux temps                                                           |
| NP                                  | Indique un coureur qui n'a pas pris le départ d'une étape, suivi du numéro de l'étape où il s'est retiré | AB                                     | Indique un coureur qui n'a pas terminé une étape, suivi du numéro de l'étape où il s'est retiré |
| HD                                  | Indique un coureur qui a terminé une étape hors des délais, suivi du numéro de l'étape                   | EX                                     | Coureur exclu pour non-respect du règlement, suivi du numéro de l'étape                         |
| *                                   | Indique un coureur en lice pour le classement du meilleur jeune (coureurs nés après le 1er janvier 1991) |                                        |                                                                                                 |

| AG2R La Mondiale ALM                 | AG2R La Mondiale ALM         | AG2R La Mondiale ALM |
| ------------------------------------ | ---------------------------- | -------------------- |
| Num                                  | Coureur                      | Pos                  |
| 1                                    | Domenico Pozzovivo (ITA)     | 20e                  |
| 2                                    | Guillaume Bonnafond (FRA)    | 54e                  |
| 3                                    | Axel Domont (FRA)            | 50e                  |
| 4                                    | Hubert Dupont (FRA)          | 11e                  |
| 5                                    | Patrick Gretsch (GER)        | AB-13                |
| 6                                    | Hugo Houle (CAN)             | 72e                  |
| 7                                    | Blel Kadri (FRA)             | 147e                 |
| 8                                    | Matteo Montaguti (ITA)       | 19e                  |
| 9                                    | Jean-Christophe Péraud (FRA) | AB-3                 |
| Directeur sportif : Artūras Kasputis |                              |                      |

| Astana # AST                        | Astana # AST                | Astana # AST |
| ----------------------------------- | --------------------------- | ------------ |
| Num                                 | Coureur                     | Pos          |
| 11                                  | Vincenzo Nibali (ITA)       | 1er          |
| 12                                  | Valerio Agnoli (ITA)        | NP-12        |
| 13                                  | Eros Capecchi (ITA)         | 82e          |
| 14                                  | Jakob Fuglsang (DEN)        | 12e          |
| 15                                  | Tanel Kangert (EST)         | 23e          |
| 16                                  | Bakhtiyar Kozhatayev (KAZ)* | 65e          |
| 17                                  | Davide Malacarne (ITA)      | 47e          |
| 18                                  | Michele Scarponi (ITA)      | 16e          |
| 19                                  | Andrey Zeits (KAZ)          | 33e          |
| Directeur sportif : Alexandr Shefer |                             |              |

| Bardiani CSF BAR                    | Bardiani CSF BAR                 | Bardiani CSF BAR |
| ----------------------------------- | -------------------------------- | ---------------- |
| Num                                 | Coureur                          | Pos              |
| 21                                  | Stefano Pirazzi (ITA)            | 18e              |
| 22                                  | Simone Andreetta (ITA)*          | 141e             |
| 23                                  | Paolo Simion (ITA)*              | 131e             |
| 24                                  | Nicola Boem (ITA)                | 139e             |
| 25                                  | Francesco Manuel Bongiorno (ITA) | 110e             |
| 26                                  | Giulio Ciccone (ITA)*            | NP-19            |
| 27                                  | Sonny Colbrelli (ITA)            | 96e              |
| 28                                  | Mirco Maestri (ITA)*             | 119e             |
| 29                                  | Nicola Ruffoni (ITA)             | NP-13            |
| Directeur sportif : Stefano Zanatta |                                  |                  |

| BMC Racing BMC                   | BMC Racing BMC             | BMC Racing BMC |
| -------------------------------- | -------------------------- | -------------- |
| Num                              | Coureur                    | Pos            |
| 31                               | Manuel Senni (ITA)*        | 76e            |
| 32                               | Darwin Atapuma (COL)       | 9e             |
| 33                               | Alessandro De Marchi (ITA) | 94e            |
| 34                               | Silvan Dillier (SUI)       | AB-3           |
| 35                               | Stefan Küng (SUI)*         | 60e            |
| 36                               | Daniel Oss (ITA)           | 111e           |
| 37                               | Manuel Quinziato (ITA)     | 117e           |
| 38                               | Joey Rosskopf (USA)        | 85e            |
| 39                               | Rick Zabel (GER)*          | 140e           |
| Directeur sportif : Valerio Piva |                            |                |

| Cannondale CPT                     | Cannondale CPT             | Cannondale CPT |
| ---------------------------------- | -------------------------- | -------------- |
| Num                                | Coureur                    | Pos            |
| 41                                 | Rigoberto Urán (COL)       | 7e             |
| 42                                 | André Cardoso (POR)        | 14e            |
| 43                                 | Simon Clarke (AUS)         | 67e            |
| 44                                 | Joe Dombrowski (USA)*      | 34e            |
| 45                                 | Davide Formolo (ITA)*      | 31e            |
| 46                                 | Moreno Moser (ITA)         | 41e            |
| 47                                 | Ramūnas Navardauskas (LTU) | 122e           |
| 48                                 | Alberto Bettiol (ITA)*     | 86e            |
| 49                                 | Nathan Brown (USA)*        | 48e            |
| Directeur sportif : Fabrizio Guidi |                            |                |

| Dimension Data DDD                | Dimension Data DDD        | Dimension Data DDD |
| --------------------------------- | ------------------------- | ------------------ |
| Num                               | Coureur                   | Pos                |
| 51                                | Igor Antón (ESP)          | 28e                |
| 52                                | Omar Fraile (ESP)         | AB-5               |
| 53                                | Songezo Jim (RSA)         | 144e               |
| 54                                | Merhawi Kudus (ERI)*      | 37e                |
| 55                                | Kristian Sbaragli (ITA)   | 93e                |
| 56                                | Kanstantsin Siutsou (BLR) | 10e                |
| 57                                | Jay Robert Thomson (RSA)  | 149e               |
| 58                                | Johann van Zyl (RSA)*     | 79e                |
| 59                                | Jacobus Venter (RSA)      | 101e               |
| Directeur sportif : Roger Hammond |                           |                    |

| Etixx-Quick Step EQS               | Etixx-Quick Step EQS     | Etixx-Quick Step EQS |
| ---------------------------------- | ------------------------ | -------------------- |
| Num                                | Coureur                  | Pos                  |
| 61                                 | Marcel Kittel (GER)      | NP-9                 |
| 62                                 | Gianluca Brambilla (ITA) | 22e                  |
| 63                                 | David de la Cruz (ESP)   | NP-16                |
| 64                                 | Bob Jungels (LUX)*       | 6e                   |
| 65                                 | Fabio Sabatini (ITA)     | NP-15                |
| 66                                 | Pieter Serry (BEL)       | 70e                  |
| 67                                 | Matteo Trentin (ITA)     | 74e                  |
| 68                                 | Carlos Verona (ESP)*     | 43e                  |
| 69                                 | Łukasz Wiśniowski (POL)* | 138e                 |
| Directeur sportif : Davide Bramati |                          |                      |

| FDJ                                  | FDJ                       | FDJ   |
| ------------------------------------ | ------------------------- | ----- |
| Num                                  | Coureur                   | Pos   |
| 71                                   | Arnaud Démare (FRA)*      | AB-14 |
| 72                                   | Arnaud Courteille (FRA)   | 136e  |
| 73                                   | Mickaël Delage (FRA)      | 148e  |
| 74                                   | Murilo Fischer (BRA)      | 152e  |
| 75                                   | Alexandre Geniez (FRA)    | AB-4  |
| 76                                   | Ignatas Konovalovas (LTU) | 134e  |
| 77                                   | Olivier Le Gac (FRA)*     | 133e  |
| 78                                   | Marc Sarreau (FRA)*       | AB-13 |
| 79                                   | Benoît Vaugrenard (FRA)   | 91e   |
| Directeur sportif : Frédéric Guesdon |                           |       |

| Gazprom-RusVelo GAZ                | Gazprom-RusVelo GAZ        | Gazprom-RusVelo GAZ |
| ---------------------------------- | -------------------------- | ------------------- |
| Num                                | Coureur                    | Pos                 |
| 81                                 | Alexandr Kolobnev (RUS)    | 73e                 |
| 82                                 | Alexey Rybalkin (RUS)*     | 106e                |
| 83                                 | Artur Ershov (RUS)         | HD-15               |
| 84                                 | Sergey Firsanov (RUS)      | 30e                 |
| 85                                 | Alexander Foliforov (RUS)* | 45e                 |
| 86                                 | Artem Ovechkin (RUS)       | 142e                |
| 87                                 | Ivan Savitskiy (RUS)*      | 104e                |
| 88                                 | Alexander Serov (RUS)      | 128e                |
| 89                                 | Andrey Solomennikov (RUS)  | 127e                |
| Directeur sportif : Michele Devoti |                            |                     |

| IAM                              | IAM                        | IAM   |
| -------------------------------- | -------------------------- | ----- |
| Num                              | Coureur                    | Pos   |
| 91                               | Heinrich Haussler (AUS)    | 99e   |
| 92                               | Matthias Brändle (AUT)     | AB-14 |
| 93                               | Leigh Howard (AUS)         | NP-15 |
| 94                               | Roger Kluge (GER)          | 137e  |
| 95                               | Matteo Pelucchi (ITA)      | HD-6  |
| 96                               | Stefan Denifl (AUT)        | DSQ   |
| 97                               | Lawrence Warbasse (USA)    | NP-7  |
| 98                               | Marcel Wyss (SUI)          | 40e   |
| 99                               | Vegard Stake Laengen (NOR) | 83e   |
| Directeur sportif : Mario Chiesa |                            |       |

| Lampre-Merida LAM                | Lampre-Merida LAM        | Lampre-Merida LAM |
| -------------------------------- | ------------------------ | ----------------- |
| Num                              | Coureur                  | Pos               |
| 100                              | Diego Ulissi (ITA)       | 21e               |
| 101                              | Valerio Conti (ITA)*     | 27e               |
| 102                              | Roberto Ferrari (ITA)    | 132e              |
| 103                              | Ilia Koshevoy (BLR)*     | 97e               |
| 104                              | Sacha Modolo (ITA)       | 84e               |
| 105                              | Matej Mohorič (SLO)      | 98e               |
| 106                              | Manuele Mori (ITA)       | 64e               |
| 107                              | Przemysław Niemiec (POL) | AB-14             |
| 109                              | Simone Petilli (ITA)*    | 77e               |
| Directeur sportif : Mario Scirea |                          |                   |

| Lotto-Soudal LTS                | Lotto-Soudal LTS       | Lotto-Soudal LTS |
| ------------------------------- | ---------------------- | ---------------- |
| Num                             | Coureur                | Pos              |
| 111                             | Tim Wellens (BEL)*     | 96e              |
| 112                             | Lars Bak (DEN)         | AB-21            |
| 113                             | Sean De Bie (BEL)*     | 108e             |
| 114                             | André Greipel (GER)    | NP-13            |
| 115                             | Adam Hansen (AUS)      | 68e              |
| 116                             | Pim Ligthart (NED)     | 126e             |
| 117                             | Maxime Monfort (BEL)   | 15e              |
| 118                             | Jürgen Roelandts (BEL) | NP-13            |
| 119                             | Jelle Vanendert (BEL)  | 92e              |
| Directeur sportif : Bart Leysen |                        |                  |

| Movistar MOV                                   | Movistar MOV             | Movistar MOV |
| ---------------------------------------------- | ------------------------ | ------------ |
| Num                                            | Coureur                  | Pos          |
| 121                                            | Alejandro Valverde (ESP) | 3e           |
| 122                                            | Andrey Amador (CRC)      | 8e           |
| 123                                            | Carlos Betancur (COL)    | AB-19        |
| 124                                            | José Herrada (ESP)       | 62e          |
| 125                                            | Javier Moreno (ESP)      | AB-7         |
| 126                                            | José Joaquín Rojas (ESP) | 49e          |
| 127                                            | Rory Sutherland (AUS)    | 80e          |
| 128                                            | Jasha Sütterlin (GER)*   | 113e         |
| 129                                            | Giovanni Visconti (ITA)  | 13e          |
| Directeur sportif : José Vicente García Acosta |                          |              |

| Nippo-Vini Fantini NIP               | Nippo-Vini Fantini NIP      | Nippo-Vini Fantini NIP |
| ------------------------------------ | --------------------------- | ---------------------- |
| Num                                  | Coureur                     | Pos                    |
| 131                                  | Damiano Cunego (ITA)        | 44e                    |
| 132                                  | Giacomo Berlato (ITA)*      | AB-14                  |
| 133                                  | Alessandro Bisolti (ITA)    | 81e                    |
| 134                                  | Grega Bole (SLO)            | 135e                   |
| 135                                  | Riccardo Stacchiotti (ITA)* | 155e                   |
| 136                                  | Iuri Filosi (ITA)*          | HD-8                   |
| 137                                  | Eduard-Michael Grosu (ROU)* | 153e                   |
| 138                                  | Genki Yamamoto (JPN)*       | 151e                   |
| 139                                  | Gianfranco Zilioli (ITA)    | 118e                   |
| Directeur sportif : Stefano Giuliani |                             |                        |

| Orica-GreenEDGE OGE               | Orica-GreenEDGE OGE    | Orica-GreenEDGE OGE |
| --------------------------------- | ---------------------- | ------------------- |
| Num                               | Coureur                | Pos                 |
| 141                               | Esteban Chaves (COL)   | 2e                  |
| 142                               | Sam Bewley (NZL)       | 125e                |
| 143                               | Caleb Ewan (AUS)*      | NP-13               |
| 144                               | Michael Hepburn (AUS)* | 150e                |
| 145                               | Damien Howson (AUS)*   | 53e                 |
| 146                               | Luka Mezgec (SLO)      | NP-17               |
| 147                               | Rubén Plaza (ESP)      | 56e                 |
| 148                               | Svein Tuft (CAN)       | 146e                |
| 149                               | Amets Txurruka (ESP)   | 55e                 |
| Directeur sportif : Matthew White |                        |                     |

| Giant-Alpecin TGA             | Giant-Alpecin TGA        | Giant-Alpecin TGA |
| ----------------------------- | ------------------------ | ----------------- |
| Num                           | Coureur                  | Pos               |
| 151                           | Tom Dumoulin (NED)       | AB-11             |
| 152                           | Nikias Arndt (GER)*      | 87e               |
| 153                           | Bert De Backer (BEL)     | AB-14             |
| 154                           | Chad Haga (USA)          | 78e               |
| 155                           | Ji Cheng (CHN)           | 154e              |
| 156                           | Tobias Ludvigsson (SWE)* | 51e               |
| 157                           | Georg Preidler (AUT)     | 26e               |
| 158                           | Tom Stamsnijder (NED)    | 143e              |
| 159                           | Albert Timmer (NED)      | 121e              |
| Directeur sportif : Marc Reef |                          |                   |

| Katusha KAT                      | Katusha KAT                  | Katusha KAT |
| -------------------------------- | ---------------------------- | ----------- |
| Num                              | Coureur                      | Pos         |
| 161                              | Ilnur Zakarin (RUS)          | AB-19       |
| 162                              | Maxim Belkov (RUS)           | 116e        |
| 163                              | Pavel Kochetkov (RUS)        | 32e         |
| 164                              | Viatcheslav Kouznetsov (RUS) | 123e        |
| 165                              | Anton Vorobyev (RUS)         | 100e        |
| 166                              | Alexander Porsev (RUS)       | 145e        |
| 167                              | Egor Silin (RUS)             | 38e         |
| 168                              | Rein Taaramäe (EST)          | 29e         |
| 169                              | Alexey Tsatevitch (RUS)      | NP-10       |
| Directeur sportif : José Azevedo |                              |             |

| Lotto NL-Jumbo TLJ            | Lotto NL-Jumbo TLJ       | Lotto NL-Jumbo TLJ |
| ----------------------------- | ------------------------ | ------------------ |
| Num                           | Coureur                  | Pos                |
| 171                           | Steven Kruijswijk (NED)  | 4e                 |
| 172                           | Enrico Battaglin (ITA)   | 42e                |
| 173                           | Moreno Hofland (NED)*    | AB-13              |
| 174                           | Twan Castelijns (NED)    | 114e               |
| 175                           | Martijn Keizer (NED)     | 102e               |
| 176                           | Primož Roglič (SLO)      | 58e                |
| 177                           | Bram Tankink (NED)       | 61e                |
| 178                           | Maarten Tjallingii (NED) | 124e               |
| 179                           | Jos van Emden (NED)      | 120e               |
| Directeur sportif : Jan Boven |                          |                    |

| Sky SKY                         | Sky SKY                  | Sky SKY |
| ------------------------------- | ------------------------ | ------- |
| Num                             | Coureur                  | Pos     |
| 181                             | Mikel Landa (ESP)        | AB-10   |
| 182                             | Ian Boswell (USA)*       | 71e     |
| 183                             | Philip Deignan (IRL)     | AB-19   |
| 184                             | Sebastián Henao (COL)*   | 17e     |
| 185                             | Mikel Nieve (ESP)        | 25e     |
| 186                             | Christian Knees (GER)    | 66e     |
| 187                             | David López García (ESP) | 69e     |
| 188                             | Nicolas Roche (IRL)      | 24e     |
| 189                             | Elia Viviani (ITA)       | HD-8    |
| Directeur sportif : Dario Cioni |                          |         |

| Tinkoff TNK                          | Tinkoff TNK                    | Tinkoff TNK |
| ------------------------------------ | ------------------------------ | ----------- |
| Num                                  | Coureur                        | Pos         |
| 191                                  | Rafał Majka (POL)              | 5e          |
| 192                                  | Manuele Boaro (ITA)            | 46e         |
| 193                                  | Pavel Brutt (RUS)              | 90e         |
| 194                                  | Jesús Hernández Blázquez (ESP) | 59e         |
| 195                                  | Jay McCarthy (AUS)*            | 88e         |
| 196                                  | Paweł Poljański (POL)          | 35e         |
| 197                                  | Ivan Rovny (RUS)               | 36e         |
| 198                                  | Evgueni Petrov (RUS)           | 75e         |
| 199                                  | Matteo Tosatto (ITA)           | 107e        |
| Directeur sportif : Bruno Cenghialta |                                |             |

| Trek-Segafredo TFS                | Trek-Segafredo TFS          | Trek-Segafredo TFS |
| --------------------------------- | --------------------------- | ------------------ |
| Num                               | Coureur                     | Pos                |
| 201                               | Ryder Hesjedal (CAN)        | AB-14              |
| 202                               | Eugenio Alafaci (ITA)       | 105e               |
| 203                               | Jack Bobridge (AUS) (Route) | 156e               |
| 204                               | Fabian Cancellara (SUI)     | NP-10              |
| 205                               | Marco Coledan (ITA)         | 129e               |
| 206                               | Laurent Didier (LUX)        | 64e                |
| 207                               | Giacomo Nizzolo (ITA)       | 110e               |
| 208                               | Boy van Poppel (NED)        | HD-8               |
| 209                               | Riccardo Zoidl (AUT)        | 39e                |
| Directeur sportif : Adriano Baffi |                             |                    |

| Wilier Triestina-Southeast WIL  | Wilier Triestina-Southeast WIL | Wilier Triestina-Southeast WIL |
| ------------------------------- | ------------------------------ | ------------------------------ |
| Num                             | Coureur                        | Pos                            |
| 211                             | Filippo Pozzato (ITA)          | 115e                           |
| 212                             | Julen Amézqueta (ESP)*         | 112e                           |
| 213                             | Manuel Belletti (ITA)          | NP-18                          |
| 214                             | Liam Bertazzo (ITA)            | AB-14                          |
| 215                             | Matteo Busato (ITA)            | 57e                            |
| 216                             | Cristian Rodríguez (ESP)*      | 103e                           |
| 217                             | Jakub Mareczko (ITA)*          | AB-5                           |
| 218                             | Daniel Martínez (COL)*         | 89e                            |
| 219                             | Eugert Zhupa (ALB)             | 130e                           |
| Directeur sportif : Luca Scinto |                                |                                |